# Biblioteca Nacional de Malta
La Biblioteca Nacional de Malta (Maltes: Bibljoteka Nazzjonali ta' Malta), és la principal biblioteca de Malta i l'encarregada d'acollir el dipòsit legal del pais. La biblioteca fou creada l'any 1555 i conté les col·leccions particulars de molts Cavallers de Malta, així com els manuscrits d'aquesta orde.

## Història
La idea de crear una biblioteca pública a Malta la inicià l'any 1555 Fra' Claude de la Sengle, Gran Mestre de l'Orde de Sant Joan de Jerusalem, quan designà que els llibres particulars de cada cavaller, a la seva mort, passessin a ser propietat de l'orde. Això no obstant, fins a 1776 no es pot considerar oficialment que es funda la Bibliotheca Publica per designació del Gran Mestre Fra'Emmanuel de Rohan-Polduc.
La principal aportació a la biblioteca pertanyé a Fra' Louis Guérin de Tencin, mort l'any 1766, fet pel qual durant molt de temps es conegué com a Bibliotheca Tanseana en honor del mateix Tencin, considerat avui dia encara com el fundador real de la biblioteca per aquesta gran aportació de fons. L'edifici que acolliria la biblioteca fou construït al bell mig de La Valletta l'any 1796.

## Ús actual
Actualment la Biblioteca Nacional de Malta és la principal biblioteca del país i, des de 1925, adquirí l'estatus de dipòsit legal, amb el que tota obra creada a Malta o realitzada per algun maltès, ha de ser dipositada dos còpies en el seu fons per llei. La Biblioteca Nacional és la biblioteca de referència de Malta i des de 1937 també acull els arxius dels Cavallers de Malta.
L'altra biblioteca a Malta amb dipòsit legal és la Biblioteca Pública de Gozo, a l'illa de Gozo.